# La mappa di pietra
La mappa di pietra (titolo originale Map of bones) è un romanzo thriller di James Rollins, il secondo libro della serie sulla Sigma Force. 
Pubblicato in Italia nel 2006 e negli Stati Uniti d'America nel 2005, è il sesto libro firmato da Rollins con questo pseudonimo e il dodicesimo in assoluto.

## Trama
A Colonia un commando di uomini vestiti da monaci irrompe in Cattedrale durante una messa, uccide tutti i presenti e si impadronisce delle reliquie dei Re Magi. Il Vaticano, che teme altri attacchi, affida le indagini a un agente segreto della Santa Sede, monsignor Veroni, e a sua nipote Sara, che per i carabinieri si occupa di furti di oggetti sacri. A loro si uniranno Grayson Pierce, che lavora per la Sigma Force, una sezione del dipartimento della Difesa statunitense, e la sua squadra. Le indagini porteranno Sara e Grayson a ricostruire la storia delle reliquie, fino ad arrivare ad una confraternita di alchimisti eretici.

## Edizioni
- James Rollins, La mappa di pietra, traduzione di Beatrice Verri, Nord, 2006,  p. 496, ISBN 88-429-1415-0.